# Petalostelma calcaratum
Petalostelma calcaratum är en oleanderväxtart som först beskrevs av Joseph Decaisne, och fick sitt nu gällande namn av J. Fontella Pereira. Petalostelma calcaratum ingår i släktet Petalostelma och familjen oleanderväxter. Inga underarter finns listade i Catalogue of Life.